# Fernando Spinelli
Pour les articles homonymes, voir Spinelli.
Fernando Spinelli (né le 9 novembre 1728 à Naples, dans le royaume de Naples et mort le 18 décembre 1795 à Rome) est un cardinal italien du XVIIIe siècle.

## Biographie
Fernando Spinelli est commissaire général de l'armée sous Clément XIII. Le pape Pie VI le crée cardinal lors du consistoire du 14 février 1785. Spinelli est gouverneur de Rome et vice-camerlingue de 1785 à 1789. Il ne participe à aucun conclave.